# Neuhumanismus
Neuhumanismus bezeichnet die Wiedererweckung der (literatur-)humanistischen Bewegung etwa ab 1750 in Deutschland. Den Begriff prägte der Schulhistoriker Friedrich Paulsen (1885).

## Entstehung

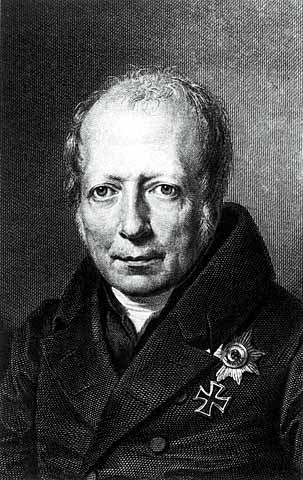
Wilhelm von Humboldt

Mehrere Strömungen trugen zur Entstehung bei:
- Bedeutende Altphilologen veröffentlichten innovative Erkenntnisse und neue Deutungen in der Altertumswissenschaft: Johann Matthias Gesner in Göttingen, Johann August Ernesti in Leipzig, Christian Gottlob Heyne beiderorts sowie Friedrich August Wolf in Halle und Berlin (Homerische Frage).
- Die antike Kunstgeschichte und Archäologie wurden durch Johann Joachim Winckelmanns idealistische Sichtweise der griechischen Kunst (1755) neu inspiriert.
- Die Idee der „Humanität“ wurde zum zentralen Anliegen der deutschen Klassik, die auf der von Rousseau erneut entfachten Suche nach der menschlichen „Natur“ wieder auf die Antike und besonders die Griechen (Philhellenismus) stieß: Gotthold Ephraim Lessing, Johann Gottfried Herder, Johann Wolfgang von Goethe, Friedrich Schiller und Friedrich Hölderlin.
- Friedrich Gedike begründete in Preußen den altsprachlichen Unterricht mit neuer Ausrichtung am Friedrich-Werderschen Gymnasium und am Berlinischen Gymnasium zum Grauen Kloster.
- Wilhelm von Humboldt entwickelte eine neue Betrachtung der griechischen Sprache und Kultur als Weg zum musterhaften Menschsein (Über das Studium des Alterthums und des Griechischen insbesondere 1793).
- Breite Kreise im deutschen Bürgertum erkannten im Neuhumanismus eine Chance zur gesellschaftlichen Emanzipation über den Weg der persönlichen Bildung.

Bereits der klassische Humanismus des späten Mittelalters (Petrarca) und der Renaissancezeit war durch die intensive Beschäftigung mit der römischen und griechischen Literatur, die teilweise erst wiederentdeckt werden musste, charakterisiert (studia humaniora). Die Antike und vor allem das Römische (Cicero) wurden als klassisches menschliches Muster und Ideal (humanitas) empfunden: Die Sprache trenne den Menschen vom Tier, die gebildete Sprache vom Barbaren und schaffe Zugang zur Sphäre des Geistigen und Göttlichen. Sowohl in der protestantischen Gelehrtenschule, die den Zugang zur Bibel im Originaltext schaffen wollte (Philipp Melanchthon), als auch im katholischen Jesuiten-Gymnasium bestimmte die christlich interpretierte Klassikerlektüre den Bildungsgang. Das Lateinische genoss dabei eindeutig den Vorrang.
Doch verminderte die fortschrittsbewusste Aufklärung den maßgeblichen Stellenwert der Antike deutlich zugunsten der modernen Wissenschaft und Literatur. Sprachlich äußerte sich dies in der zunehmenden Vorherrschaft des Französischen in Westeuropa. In der deutschen Schulpädagogik (Philanthropismus) wurde Kritik an der einseitigen Dominanz der alten Sprachen sowie an ihrem Nutzen für die jugendliche Entwicklung geübt und der Schulkanon in Richtung von Nützlichkeit und Gegenwartsorientierung verändert. Teilweise zielte dies direkt auf eine Standes- und Berufserziehung.

## Programm

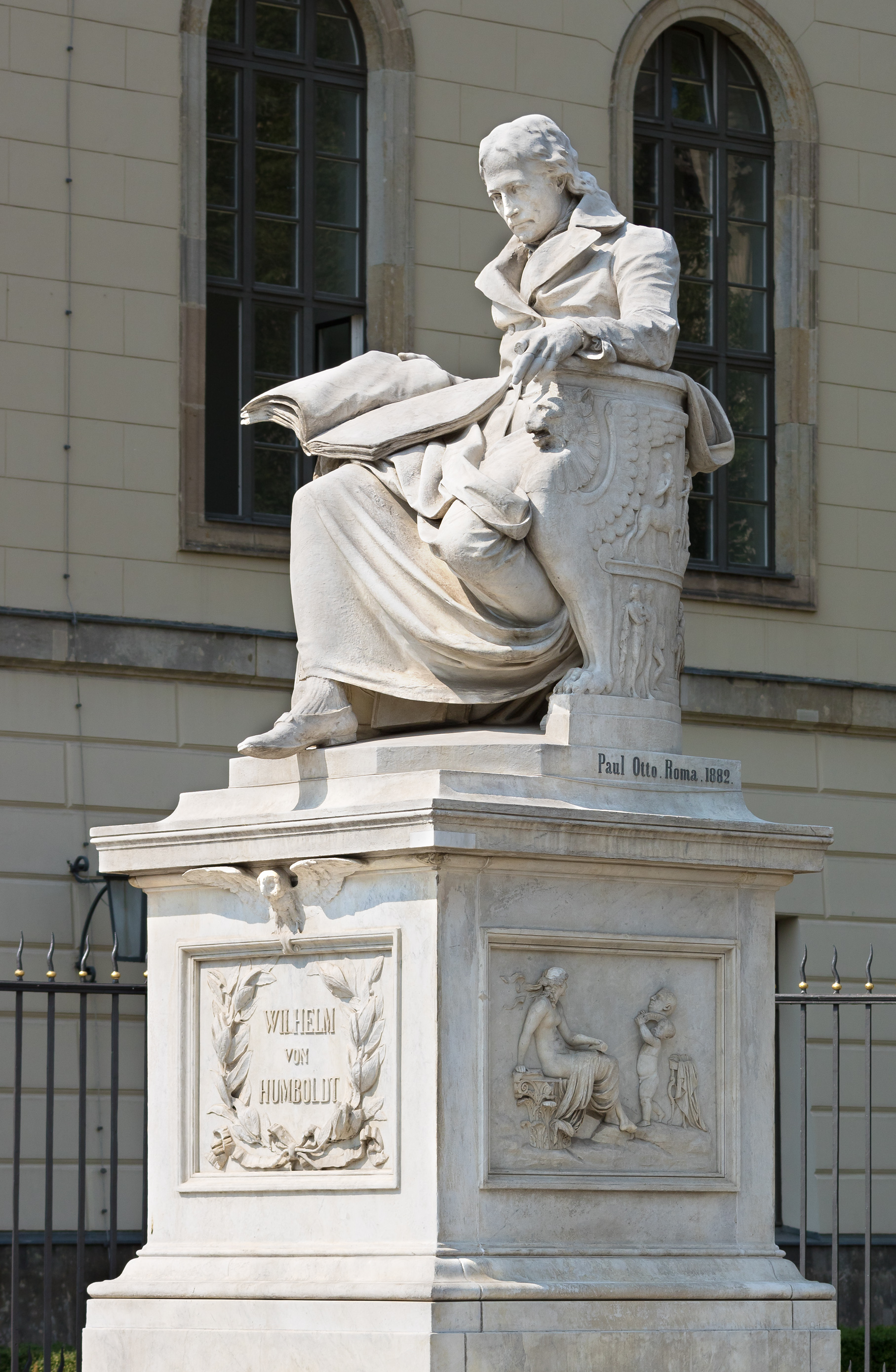
Wilhelm von Humboldt (Denkmal von Paul Otto vor dem Hauptgebäude der Berliner Humboldt-Universität)

Der Altphilologe Friedrich August Wolf formulierte das neuhumanistische Ideal: „Studia humanitatis … umfassen alles, wodurch rein menschliche Bildung und Erhöhung aller Geistes- und Gemütskräfte zu einer schönen Harmonie des inneren und äußeren Menschen befördert wird.“ (Darstellung der Alterthumswissenschaften, Ausgabe 1832, S. 45)
Daraus zogen nach dem politischen Zusammenbruch des Heiligen Römischen Reiches der Theologe Friedrich Immanuel Niethammer in Bayern (1808) und Wilhelm von Humboldt in Preußen Konsequenzen zur Neuorientierung des Bildungswesens. Der geistige Vater des deutschen Liberalismus wurde im Zuge der Preußischen Reformen 1809 für 16 Monate Leiter der Sektion des Kultus und der Bildung und entwarf sein Konzept im Königsberger und im Litauischen Schulplan. So entstand das humanistische Gymnasium, das im 19. Jahrhundert den Universitätszugang maßgeblich regulierte. Humboldt gründete 1810 zur Fortsetzung des Bildungsgangs und als Modell für eine neue Wissenschaftskonzeption die Berliner Universität, in der auch der neue Beruf des Gymnasiallehrers (Einführung des examen pro facultate docendi 1810 als Vorläufer des heutigen Staatsexamens) durch das Studium der Klassischen Philologie zu erlernen war. Zu Humboldts neuhumanistisch gesinnten Mitstreitern gehörten neben dem Mitarbeiter Johann Wilhelm Süvern auch der Gymnasialdirektor August Ferdinand Bernhardi, Reinhold Bernhard Jachmann und der Theologe Friedrich Schleiermacher, die Mitglieder der Wissenschaftlichen Deputation waren, aber zu einzelnen Fragen auch organisatorisch abweichende Vorstellungen hatten.
Gegen den (Gemein-)Nutzen der Aufklärungspädagogik setzte der Neuhumanismus den Wert der Individualität jedes Einzelnen, die in Form einer ganzheitlichen Bildung ohne Rücksicht auf gesellschaftliche und aktuelle Bedürfnisse angestrebt werden soll. Die Sprache gilt dabei als Zentrum des Menschseins, über eine formale sprachliche Bildung gelangt der Mensch also zu sich selbst. Das Erlernen der alten Sprachen, vor allem des Griechischen, diene diesem Zweck vorzüglich, weil sie die Strukturen von Sprache reiner repräsentieren könnten. Daraus folgt für Humboldt, dass sie zu lernen auch dem künftigen Tischler gut tue, was in der weiteren Schulgeschichte allerdings weitgehend ein theoretisches Postulat blieb. Zusätzlich erhält jeder Lernende gerade über die griechische Sprache einen materiellen Zugang zu einer als ideal gedeuteten Kultur, die als Quelle geistiger Inspiration im Gegensatz zur zerrissenen, gefährdeten, antihumanen Gegenwart stehe. Der Weg zur Freiheit und zur Fähigkeit, dem bloß Aktuellen geistig widerstehen zu können, führe über humanistische Bildung. Jegliche berufliche Ausbildung sollte für Humboldt erst später erfolgen, der richtig gebildete Mensch werde aber mit seinen Energien im Berufsleben für die Gesellschaft umso mehr leisten können. Im humanistischen Gymnasium stehen daher die alten Sprachen völlig im Vordergrund, wenn auch gegen Humboldts Intentionen aus schulpraktischen Bedürfnissen bald das Lateinische dem Griechischen wieder vorangestellt wurde (Süvernsche Reform 1816/19).

## Wirkungen und Kritik

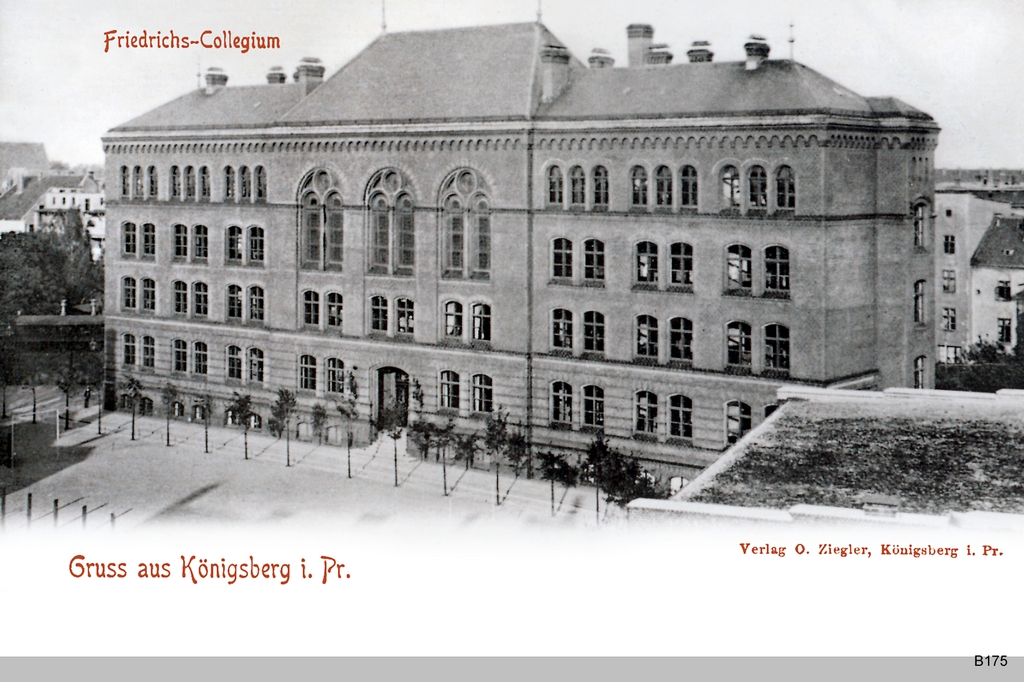
Collegium Fridericianum bzw. Friedrichs-Kollegium in Königsberg (Ostpreußen), eine Stätte neuhumanistischer Bildung

Das humanistische Gymnasium konnte trotz seiner Distanz zur modernen Welt im deutschsprachigen Raum sein hohes Prestige teilweise bis in die Gegenwart behaupten. Gleichzeitig behielt auch im übrigen Europa die klassische Bildung ihre anerkannte Stellung, auch wenn sie im Schulwesen stärker zurückging. Positiv hervorgehoben wird besonders – von verschiedenen weltanschaulichen Standpunkten – die Fähigkeit, von den antiken Texten her die eigene Zeit aus kritischer Distanz zu betrachten und in ihren Maßstäben zu relativieren.
Viele Intentionen der neuhumanistischen Väter gingen allerdings im 19. Jahrhundert bei der Umsetzung in die praktische Schulpolitik verloren, insbesondere weil Staat und Eltern ihre weniger idealistischen Ansprüche (Untertanengeist, Nationalismus, Kostensenkung, Nützlichkeit) durchsetzten. Der Altphilologe und Philosoph Friedrich Nietzsche kritisierte dies bereits früh. Viele Schüler erlebten das Gymnasium als pedantische, lebensfremde Paukschule, der die Reformpädagogik im 20. Jahrhundert Alternativen entgegensetzte. Auf die heftig umkämpfte Abschaffung des lateinischen Schulaufsatzes 1890 nahm Kaiser Wilhelm II. persönlich Einfluss und entsprach damit dem verbreiteten Gefühl, einen Anachronismus zu beenden. Das Zugangsmonopol des humanistischen Gymnasiums zu allen Universitätsstudiengängen fiel in Preußen erst 1900 weg, als auch Absolventen des Realgymnasiums und der Oberrealschule mit weniger oder ohne Lateinunterricht ein allgemein anerkanntes Abitur erhielten.
Der Neuhumanismus steht auch unter grundsätzlicher Kritik, weil der aristokratisch-elitäre Zug, der de facto für viele junge Menschen keine höhere Schule vorsah, das Verfügen über Bildung zum äußerlichen Unterscheidungsmerkmal gegenüber den „Massen“ machte und damit ihre gesellschaftliche Ausgrenzung vergrößerte. Die bildungstheoretische Orientierung an einer überdies verfehlt gedeuteten Antike, deren Bild in der Altertumswissenschaft radikal revidiert wurde, passte nicht mehr in das industrielle Zeitalter, es schien real-praktischen Wert für das Leben kaum noch zu besitzen, insbesondere für die Naturwissenschaften. Aus den Reihen der Naturwissenschaften kamen daher die schärfsten Kritiker, wenn auch gerade Bedeutende der Zunft wie Planck, Heisenberg oder Weizsäcker, die diametral entgegengesetzte Ansichten vertraten. Infragegestellt wurden außerdem der Verbalismus, die Konzentration auf die sprachliche Seite des Menschen und die formale Bildungsauffassung, welche die Sprache als Zentrum geistiger Aktivität gegenüber der Begegnung mit Realien und der aktiven Kommunikation in den Mittelpunkt stellten. Dieses wurde auch zu einem Problemfeld, welches schließlich den Renaissancismus betraf und auch beendete. Der Fachdidaktiker der alten Sprachen Friedrich Maier hat eine Kontroverse entfacht, als er die pädagogische Wirkung der humanistischen Gymnasien im NS-Staat teilweise bezweifelte.